# Erzbistum Verapoly
Das Erzbistum Verapoly (lateinisch Archidioecesis Verapolitana, englisch Archdiocese of Verapoly) ist eine Erzdiözese der römisch-katholischen Kirche in Indien, im Distrikt von Ernakulam und Thrissur, im Bundesstaat Kerala (Indien). Seit 1904 befindet sich der Bischofssitz in Ernakulam/Kochi.

## Geschichte

### Ursprung
Die Erzdiözese Verapoly hat ihren Ursprung in dem Apostolischen Vikariat von Malabar (im heutigen Kerala), dessen Gründung im engen Zusammenhang mit der die Wiedervereinigung des chaldäischen Ritus Thomaschristen mit dem römisch-katholischen Kirche steht.
Römische Katholiken und Thomaschristen wurden in Südindien ab 1597 gemeinsam von dem unter portugiesischem Patronat stehenden, lateinischen Erzbischof von Angamaly (in Kodungallur ansässig) betreut. Die lateinischen Oberhirten haben geholfen den Irrlehre von Nestorianismus zu überwinden.
Unter Erzbischof Francis Garcia von Angamaly kam es zu einer Revolte der Thomaschristen, da dieser u. a. einen Generalvikar des lateinischen Ritus. Thomas Christen schworen 1653 am Coonan Cross in Cochin, nie wieder Oberhirten eines fremden Ritus über sich zu dulden. Der überwiegende Teil der Thomaschristen schloss sich dem Aufstand an.
Aus Rom entsandte man als Vermittler den Karmeliterpater Joseph of S. Maria de Sebastiani, OCD, dem es unter Mithilfe von einheimischen Priestern gelang, den größeren Teil der Thomaschristen wieder unter die legitime Obrigkeit von Erzbischof Francis Garcia von Angamaly-Kodungallur zu bringen. Als Erzbischof Francis Garcia 1659 starb, trat Pater Sebastiani 1661 seine Nachfolge an, jedoch nur als Titularerzbischof und Administrator des Erzbistums Angamaly, das in Kodungallur ansässig war.
Schon 1663 musste Erzbischof Sebastiani sein Bistum verlassen, da die Holländer die Portugiesen an der Malabarküste besiegt hatten und ihn als katholischen Prälaten auswiesen. Um die gerade wieder zurückgewonnenen Thomaschristen nicht ohne eigenen Oberhirten zu lassen, weihte er am 31. Januar 1663, kurz vor seinem erzwungenen Weggang, den indischen Priester Alexander de Campo (auch Chandy Parambil) zum Titularbischof von Megara und bestellte ihn mit päpstlicher Erlaubnis zum Apostolischen Vikar von Malabar.
Apostolische Vikariat Malabar wurde zu einer Dauereinrichtung werden, woraus sich schließlich eine Doppeljurisdiktion in Südindien entwickelte, Padrovado und Propaganda Finde.
Nachfolger von Bischof de Campo als Apostolischer Vikar von Malabar wurde nach dessen Tod, 1687, der lateinische Indo-Portugiese Raphael de Figueredo-Salgrado, welcher 1695 starb.  Das Erzbistum Verapoly ist in der Geschichte bekannt als „Mutterkirche“ von Kerala.

### Das Vikariat der römischen Propagandakongregation
Die Holländer hatten anfangs alle europäischen katholischen Priester aus ihrem Herrschaftsgebiet ausgewiesen, beschränkten sich aber nach und nach auf solche portugiesischer Nationalität oder Abhängigkeit. Deshalb beschloss die Propaganda-Kongregation in Rom am 11. Januar 1700, das Apostolische Vikariat Malabar unter ihrer Oberhoheit weiterzuführen. Zweck war die Präsenz eines von den Kolonialbehörden geduldeten, nicht-portugiesischen Bischofs in den holländisch-indischen Territorien, als Ersatz für die originär zuständigen portugalabhängigen Bischöfe von Angamaly-Kodungallur (hauptsächlich katholische Thomaschristen) und Cochin (hauptsächlich lateinische Katholiken). Hintergründig spielte bei der römischen Entscheidung sicherlich auch eine Rolle, dass man die völlige Abhängigkeit der indischen Kirche von Portugal abschwächen wollte, weshalb man späterhin die Jurisdiktion des Vikariats Malabar recht großzügig handhabte und beispielsweise auch Gebiete einbezog, in denen lediglich die einheimischen Herrscher den portugiesischen Prälaten ablehnend gegenüberstanden.
Das Vikariat wurde den Unbeschuhten Karmeliten anvertraut und erster Apostolischer Vikar unter der Verantwortung der römischen Propagandakongregation war Pater Angelo Francesco von St. Teresa OCD (am 22. Mai 1701 zum Bischof geweiht und verstorben am 17. Oktober 1712). Bereits während seiner Regierungszeit erhielt das Vikariat am 13. März 1709 den offiziellen Namen Verapoly, da der Sitz dort eingerichtet wurde. Verapoly, heute Varapuzha, ist ein auf einer Insel liegender Vorort von Kochi in Kerala und die älteste Niederlassung der Karmeliten in Südindien.
Die Residenz der Apostolischen Vikare war das dortige Karmeliterkloster bzw. die Mount Carmel Kirche.

### Doppeljurisdiktion
Unabhängig vom Vikariat Verapoly pochten die Portugiesen auf ihre historischen Rechte und besetzten wieder ihre alten Bischofssitze Angamaly-Kodungallur und Cochin, ein Zustand, der zu ständigen Spannungen und zu großem Ärgernis führte. Die portugiesischen Bischöfe konnten nicht an ihren Bischofssitzen residieren und ihre Sprengel – meist über Beauftragte – nur partikular versorgen. Sie hielten jedoch mit großer Zähigkeit an den alten Jurisdiktionen fest. Sobald sie durch wechselnde politische Umstände die eine oder andere Pfarrei im Vikariat Verapoly wieder erreichen konnten, nahmen sie diese sofort in Besitz und vertrieben die Karmeliten. Manchmal wechselten die Jurisdiktionen einzelner Gemeinden innerhalb weniger Jahre mehrfach.
Mit der Bulle „Multa Praeclara“ hob Papst Gregor XVI. am 24. April 1838 die portugiesischen Bistümer Angamaly-Kodungallur (auch Cranganore genannt) und Cochin auf und unterstellte alle dortigen Katholiken, beider Riten, ausnahmslos dem Apostolischen Vikariat Verapoly. Offiziell war damit die Doppeljurisdiktion in Malabar beendet, tatsächlich entwickelte sich nun jedoch das sogenannte Goanesische Schisma, da Portugal ohne päpstliche Legitimation fortfuhr, seine alten Diözesen aufrechtzuerhalten und sie mit Bischöfen bestückte. Dieser Zustand wurde erst 1862 beendet.
Das große Vikariat von Verapoly teilte man am 12. Mai 1845 wiederum in die drei eigenständigen Vikariate Verapoly (Zentralgebiet), Mangalore (Nordgebiet) und Quilon (Südgebiet) auf.

### Erzbistum
Am 1. September 1886 erhob Papst Leo XIII. Verapoly zur ordentlichen Erzdiözese. Gleichzeitig trennte man 34 lateinische Pfarreien davon, bzw. von Quilon ab und restaurierte damit das alte Bistum Cochin, das jedoch nun nicht mehr unter portugiesischer Hoheit stand.
Kraft der päpstlichen Bulle „Quod Jam Pridem“ befreite Leo XIII. am 20. Mai 1887 die katholischen Thomaschristen von der Jurisdiktion des Erzbistums Verapoly und gründete für sie die beiden eigenständigen Vikariate Kottayam und Trichur. Ab diesem Zeitpunkt war Verapoly ein rein lateinisches Bistum.
1904 verlegte man den Bischofssitz unter Beibehaltung des Namens Verapoly in die nahe Großstadt Ernakulam.
Am 14. Juli 1930 wurde die Diözese Vijayapuram vom Erzbistum Verapoly abgetrennt, am 3. Juli 1987 das Bistum Kottapuram.

## Kirchenprovinz
| Diözese                 | Katholiken | Einw., ges. |
| ----------------------- | ---------- | ----------- |
| Erzbistum Verapoly      | 00348.465  | 003.534.985 |
| Bistum Cochin           | 00175.473  | 000618.890  |
| Bistum Kottapuram       | 00093.655  | 003.484.538 |
| Bistum Vijayapuram      | 00091.861  | 004.226.601 |
| Kirchenprovinz Verapoly | 00709.454  | 11.865.014  |

Bis zur Erhebung des Bistums Calicut zum Erzbistum und Metropolitansitz einer neuen Kirchenprovinz am 12. April 2025 waren die Bistümer Calicut, Kannur und Sultanpet Teil der Kirchenprovinz Verapoly.

## Ordinarien

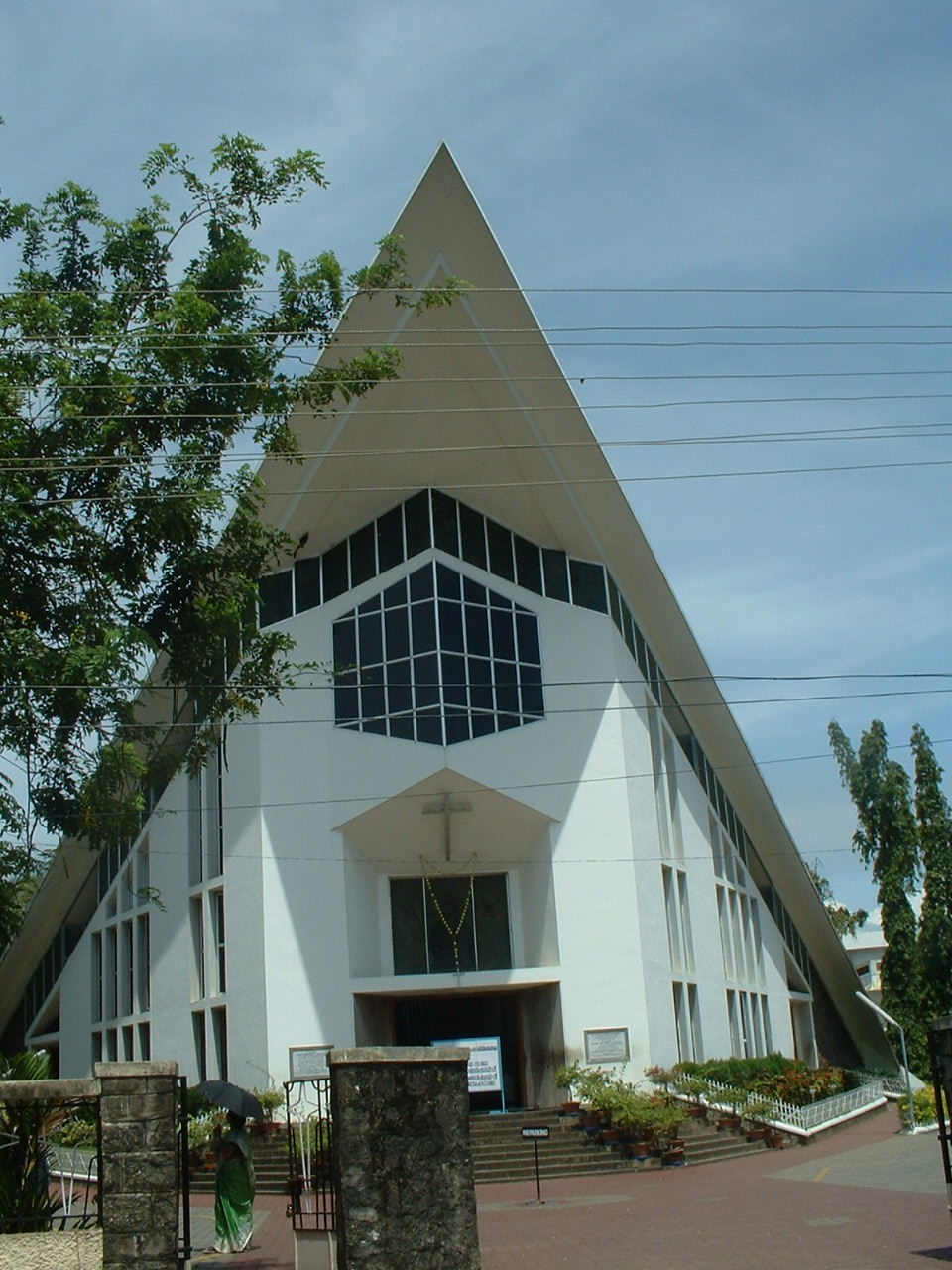
Franziskuskathedrale in Kochi

- José de Santa Maria de Sebastiani OCD (1661–1663)
- Alexander de Campo (1663–1687)
- Raphael de Figueiredo Salgado (1687–1695)
- Custódio de Pinho
- Angelo Francisco de Santa Teresa OCD (1701–1712)
- Giovanni Battista Multedi OCD (1718–1750)
- Florêncio de Jesus de Nazaré OCD (1750–1773)
- Eustachius Federl OCD (1774–1777)
- Giovanni Maria di San Thomas OCD (1780)
  - Joseph Cariattil
- Luigi Maria di Gesu Pianazzi OCD (1784–1802)
- Pietro Antonio Raimundo de San Giuseppe Roviglia OCD (1803–1815)
- Miles Prendergast, OCarm (1819–1828)
- Maurelius Stabiline (1828–1831)
- Francisco Xavier Pescetto de Santana OCD (1831–1844)
- Ludovico Martini de Santa Teresa OCD (1844–1859)
- Bernardine Baccinelli de Santa Teresa OCD (1859–1868)
- Leonardo Mellano OCD (1868–1886)
- Felipe Arginzonis y Astobiza OCD (1897–1918)
- Angel María Pérez y Cecilia OCD (1918–1934)
- Joseph Attipetty (1934–1970)
- Joseph Kelanthara (1971–1986)
- Cornelius Elanjikal (1987–1996)
- Daniel Acharuparambil OCD (1996–2009)
- Francis Kallarakal (2010–2016)
- Joseph Kalathiparambil (seit 2016)